# 서부권지역본부
서부권지역본부(西部圈地域本部)는 지방자치법 제114조 및 「지방자치단체의 행정기구와 정원기준 등에 관한 규정」 제20조에 따라 서부권 지역과 관련된 지역균형발전 정책의 타당성 확보와 현장에 맞는 정책 집행을 강화하기 위하여 설치된 경상남도청 소속기관이다. 경상남도 진주시 월아산로 2026에 위치하고 있다.

## 같이 보기
- 경상남도청